# Soul of Things
Soul of Things – album polskiego trębacza jazzowego Tomasza Stańki, nagrany z towarzyszeniem muzyków tworzących Tomasz Stańko Quartet.
Nagrania zarejestrowano w Rainbow Studio w Oslo we wrześniu 2001. Album wypełniły wyłącznie kompozycje Tomasza Stańki. CD wydany został 6 stycznia 2002, przez wytwórnię ECM Records (ECM 1788).
Nagrania uzyskały w Polsce status złotej płyty.

## Lista utworów
Soul of Things, Variations I–XIII
| 1.  | „I”    | 5:39    |
|     |        |         |
| 2.  | „II”   | 7:57    |
|     |        |         |
| 3.  | „III”  | 4:22    |
|     |        |         |
| 4.  | „IV”   | 5:10    |
|     |        |         |
| 5.  | „V”    | 5:41    |
|     |        |         |
| 6.  | „VI”   | 4:59    |
|     |        |         |
| 7.  | „VII”  | 5:46    |
|     |        |         |
| 8.  | „VIII” | 3:20    |
|     |        |         |
| 9.  | „IX”   | 8:06    |
|     |        |         |
| 10. | „X”    | 6:11    |
|     |        |         |
| 11. | „XI”   | 6:51    |
|     |        |         |
| 12. | „XII”  | 5:03    |
|     |        |         |
| 13. | „XIII” | 5:11    |
|     |        |         |
|     |        | 1:14:16 |
|     |        |         |

## Muzycy
- Tomasz Stańko – trąbka
- Marcin Wasilewski – fortepian
- Sławomir Kurkiewicz – kontrabas
- Michał Miśkiewicz – perkusja

## Informacje uzupełniające
- Producent – Manfred Eicher
- Inżynier dźwięku – Jan Erik Konghaug
- Projekt graficzny – Sascha Kleis
- Okładka – kadr z filmu Éloge de l'amour reż. Jean-Luca Godarda
- Zdjęcia – Andrzej Tyszko
- Omówienie (tekst na wkładce) – Marcin Kydryński